# Oxydia lalanneorum
Oxydia lalanneorum là một loài bướm đêm trong họ Geometridae.